# Helene Bergsholm
Helene Naustdal Bergsholm (* 20. Juli 1992 in Førde, Norwegen) ist eine norwegische Schauspielerin.

## Leben
Bergsholm besuchte von 2008 bis 2011 das Gymnasium Hafstad videregående skole in Førde. Anschließend studierte sie ein Jahr lang Fotografie an der Volkshochschule in Jæren. Sie studierte des Weiteren Regie und Kunst an der Westerdals School of Communication. 2011 wirkte sie als Schauspielerin in dem norwegischen Spielfilm Mach’ mich an, verdammt nochmal! (Turn Me On bzw. Få meg på, for faen) mit, der nach einem Roman der Schriftstellerin Olaug Nilssen entstand. 2012 wurde sie für diesen Auftritt für den Amanda in der Kategorie Beste Weibliche Hauptrolle nominiert.

## Filmografie
Kinofilme
- 2011: Mach’ mich an, verdammt nochmal! (Få meg på, for faen)
- 2015: Revenge (Hevn)
- 2016: Vi kan ikke hjelpe alle (Kurzfilm)
- 2019: Hjelperytteren
- 2020: Ine skal ikke på Tinder (Fernsehserie, 3 Folgen)
- 2022: Verden er Min (Fernsehserie, 2 Folgen)
- 2022: Gutta på skauen (Fernsehserie, 9 Folgen)
- 2022: Pørni (Fernsehserie, Folge 3x02 Daddy issues)